# Philip C. Keenan
Philip C. Keenan (* 31. März 1908 in Bellevue, Pennsylvania; † 20. April 2000 in Columbus, Ohio) war ein US-amerikanischer Astronom.
Philip C. Keenan erhielt in den Jahren 1929 und 1930 seine Bachelor- und Master-Abschlüsse an der University of Arizona. Er wechselte anschließend an die University of Chicago und wurde dort 1932 unter Otto von Struve und Christian T. Elvey (1899–1970) mit der Arbeit An Astrophysical Study of the Solar Chromosphere (Eine astrophysikalische Untersuchung der solaren Chromosphäre) promoviert. Er unterrichtete dort bis 1942 und trat dann dem Navy Bureau of Ordnance bei. 
1946 wurde er Assistenzprofessor an der Ohio State University in Columbus und Mitarbeiter am Perkins-Observatorium der Ohio State und Ohio Wesleyan University. Er blieb dort bis zu seinem Ruhestand 1976, war dort darüber hinaus weitere 24 Jahre als Emeritus und bis zu seinem Tode wissenschaftlich aktiv. Seine letzte Arbeit wurde 1999 im Astrophysical Journal veröffentlicht.
Das in den Jahren von 1939 bis 1943 von William Wilson Morgan und Keenan entwickelte und nach ihnen benannte MK-System ist noch heute das gebräuchlichste System in der Spektralklassifikation. Des Weiteren befasste sich Keenan besonders mit Sternentwicklung und kühleren Sternen mit komplexen Spektren.
Am 5. Juli 2001 wurde der Asteroid (10030) Philkeenan nach ihm benannt.